# Здание почты (Кастельон-де-ла-Плана)
Здание почты в испанском городе Кастельон-де-ла-Плана (исп. Edificio de Correos de Castellón) — памятник архитектуры стиля неомудехар, яркая достопримечательность города.
В 1909 году правительством Испании была принята государственная программа, предусматривающая строительство отдельных зданий для почтовых офисов во всех столицах провинций. Тендер на строительство представительного здания в национально-историческом стиле был объявлен в 1916 году, его выиграл проект Деметрио Рибеса-и-Марко. После смерти архитектора в 1921 году строительство продолжил Хоакин Дисента Вилаплана. Здание в центре города, на площади Тетуан, было завершено в 1932 году.
Трёхэтажное здание почты в плане представляет собой прямоугольник со скруглёнными углами и внешне напоминает средневековый замок в мавританском стиле с шестью небольшими башенками под красными черепичными крышами. У почты нет как такового главного фасада, все четыре стороны оформлены единообразно и симметрично, по центрам всех фасадов расположены нарядные входы под полуциркульными арками. Фасады разбиты множеством узких прорезей, окна лишь за некоторыми из них. Отделка выдержана в буро-коричневых тонах; использование кирпичного орнамента и камня различных пород даёт богатство светотени и придаёт визуальную лёгкость. Отдельные плоскости декорированы глазурованной плиткой белого, жёлтого и голубого цвета, иногда с картинками флоры или фауны.
На первом этаже здания почты — службы для посетителей, на втором располагаются офисы, третий был отведён для квартир почтовых служащих. Операционный зал, отделанный деревом, расположен в прямоугольном атриуме, перекрытом световым куполом на четырёх колоннах. Сюда выходят окна коридоров второго и третьего этажей.